# Johan Bülow (död 1411)
Johan Bülow, död 1411, var en svensk riddare och hertigligt råd.

## Biografi
Johan Bülow var son till Boson Bylow. Han nämns för första gången 1395 som Johan van Bulow, Johan van Bülouwe eller Johan Bulouwe och var redan då riddare. Bülow uppges blivit riddare vid den heliga graven. Han nämns åter 1399 som Johan Bulowe och 1402 som Johan Bulow och tillhörde sistnämnda år Albrekt av Mecklenburgs hertliga råd som detroniserats i Sverige. Han avled 1411 och begravdes i slutet av februari samma år i Vadstena.

### Familj
Bülow var gift med Dorothea, som troligen var dotter till Arend Pinnow. De fick tillsammans barnen jordägaren Detleff Bylow (död 1416), Ermegard Johansdotter (död 1421) som var gift med häradshövdingen Knut Bosson (Grip) och riksrådet greve Hans Ludvigsson av Everstein i Pommern, jordägaren Ficke Bylow (död senast 1455), Ida Johansdotter (död 1461 eller 1462) som var gift med riddaren och riksrådet Lars Ulfsson (Aspenäsätten) och nunnan Anna Bylow (död 1465).
Enligt en uppgift från 1800-talet var Bülow gift med Cecilia von Brockwald.